# 外觀數列
外觀數列（Look-and-say sequence），又被稱為莫里斯數列（Morris number sequence）、螞蟻數列，其第n項描述了第n-1項的數字分布。它以1開始：
一、1：讀作「1個1」，即11
二、11：讀作「2個1」，即21
三、21：讀作「1個2、1個1」，即1211
四、1211：讀作「1個1、1個2、2個1」，即111221
五、111221：讀作「3個1、2個2、1個1」，即312211
1, 11, 21, 1211, 111221, 312211, 13112221, 1113213211, ... （OEIS數列A005150）
如果從 0 至 9 中的任選一個d數字生成這個數列，那么可以確定d會保留在每一項的最后一位，如果d不是1的話，那么這個數列是：
d, 1d, 111d, 311d, 13211d, 111312211d, 31131122211d, …
伊蘭·瓦爾迪把 d = 3 時的數列稱為康威數列（OEIS數列A006715）。（d = 2 時的數列見 A006751）

#### d=2
2,12,1112,3112,132112,1113122112,...

#### d=3
3,13,1113,3113,132113,1113122113,...

## 性質

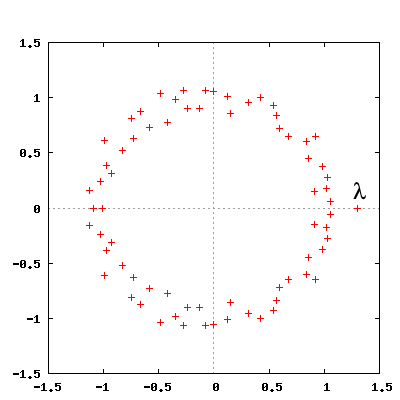
画在复平面上的康威多项式的根。最右处标注λ的实根为康威常数。

- 除了1,2,3之外，沒有其他數字，除非初始的種子使用了其他數字，或者初始種子包含連續三個以上的相同數字。
- 這個數列的增長是无界的。但是如果使用 22 來生成這個數列，可以得到一個退化的數列：22, 22, 22, 22, ... （OEIS數列A010861）
- 每生成下一項，數字大約增大30%。設{\displaystyle L_{i}} 是第{\displaystyle i}項的長度，則

{\displaystyle {\frac {L_{i+1}}{L_{i}}}\rightarrow \lambda }
其中{\displaystyle \lambda =1.303577269034296\ldots }（OEIS數列A014715）稱為康威常數，它是下面71次方程唯一一個正實數解：
{\displaystyle x^{71}-x^{69}-2x^{68}-x^{67}+2x^{66}+2x^{65}+x^{64}-x^{63}-x^{62}-x^{61}-x^{60}-x^{59}+\,}
{\displaystyle 2x^{58}+5x^{57}+3x^{56}-2x^{55}-10x^{54}-3x^{53}-2x^{52}+6x^{51}+6x^{50}+x^{49}+9x^{48}-3x^{47}-\,}
{\displaystyle 7x^{46}-8x^{45}-8x^{44}+10x^{43}+6x^{42}+8x^{41}-5x^{40}-12x^{39}+7x^{38}-7x^{37}+7x^{36}+x^{35}-\,}
{\displaystyle 3x^{34}+10x^{33}+x^{32}-6x^{31}-2x^{30}-10x^{29}-3x^{28}+2x^{27}+9x^{26}-3x^{25}+14x^{24}-8x^{23}-\,}
{\displaystyle 7x^{21}+9x^{20}+3x^{19}-4x^{18}-10x^{17}-7x^{16}+12x^{15}+7x^{14}+2x^{13}-12x^{12}-4x^{11}-\,}
{\displaystyle 2x^{10}+5x^{9}+x^{7}-7x^{6}+7x^{5}-4x^{4}+12x^{3}-6x^{2}+3x-6=0\,}

## 來由
這個數列最初出現在約翰·何頓·康威1986年論文 The Weird and Wonderful Chemistry of Audioactive Decay（收錄在Open Problems in Communication and Computation ISBN 0-387-96621-8）。它的靈感來自壓縮方法RLE（Run-length encoding）。
莫里斯數列得名於密碼學家羅伯特·莫里斯。

## 外部連結
- 康威談到這個數列（页面存档备份，存于）
- 埃里克·韦斯坦因. . MathWorld.
- Look and Say sequence generator（页面存档备份，存于）
- Sloane, N.J.A. (编). . The On-Line Encyclopedia of Integer Sequences. OEIS Foundation.
- A Derivation of Conway’s Degree-71 “Look-and-Say” Polynomial（页面存档备份，存于）